# Temenica (rzeka)
Temenica – rzeka w południowo-wschodniej części Słowenii, lewy dopływ Krki. Ma długość 27 km i powierzchnie zlewni wynoszącą 103 km².

## Przebieg
Źródeł rzek jest kilka, wychodzących wyżej od Temenicy. Aż do Bregu pri Temenici rzeka początkowo płynie w kierunku południowych. Wyżej od osady Stranje pri Velikem Gabru do rzeki uchodzi pierwszy jej dopływ, Blatnica. Niżej od Gornje Prapreče rzeka skręca na zachód, aby ponownie skręcić na południe w okolicach Velikiej Loki. Dopiero wyżej od miasta Trebnje nachylenie rzeki maleje, gdzie kolejny raz zmienia swój nurt na zachodni. Niżej od miasta rzeka przecina się z Autostradą A2, gdzie skręca na południowy-wschód. Pod wpływem małym przepływem rzeka tworzy zakola między Vrhpečem a ujściem do Krki. W okolicach miejscowości Zalog rzeka ostatecznie do rzeki Krka.

## Opis
Dolina Temenicy biegnie z północy na południe. W górnym biegu rzeka wcina się w strefę uskoku, którego dno zbudowane jest z nieprzepuszczalnych skał mezozoicznych. W górnym biegu dolina jest nadal wąska, z pionowymi ścianami wznoszącymi się po lewej stronie. Temenica płynie głównie po dolomicie. Od Velikiego Gabera dolina rozszerza się w kierunku wzgórz, a Temenica wije się dalej przez stosunkowo płytką, płaską dolinę. Jest ona podmokła, z żyzną glebą na czerwonawej glinie, gdzie bujnie rozwijają się łąki. Powyżej dna doliny znajdują się niskie, suche, słoneczne tarasy, które przechodzą w łagodne zbocza zaokrąglonych wzgórz. W pobliżu Trebnja dolinę ograniczają od zachodu strome Góry Bukovje. Na wschodzie ciągnie się niski, pagórkowaty krajobraz. Poniżej Trebnja Temenica opada w liczne żleby na przepuszczalnym wapieniu jurajskim. Dolina Górnej Temenicy uważana jest za jedną z najdłuższych ślepych dolin w Słowenii i ma długość 24 km.

## Ochrona przyrody
Część rzeki jest wpisana do programu Natura 2000. Dolina rzeki jest siedliskiem dla gatunku ssaka i gadu.